# Struthanthus prancei
Struthanthus prancei är en tvåhjärtbladig växtart som beskrevs av Kuijt. Struthanthus prancei ingår i släktet Struthanthus och familjen Loranthaceae. Inga underarter finns listade i Catalogue of Life.